# Wichita County, Texas
Wichita County är ett administrativt område i delstaten Texas, USA, med 131 500 invånare (2010). Den administrativa huvudorten (county seat) är Wichita Falls. 

## Geografi
Enligt United States Census Bureau har countyt en total area på 1 639 km². 1 627 av den arean är land och 13 km² är vatten.

### Angränsande countyn
- Tillman County, Oklahoma - norr
- Cotton County, Oklahoma - nordost
- Clay County - öster
- Archer County - söder
- Wilbarger County - väster

### Orter
- Cashion Community
- Burkburnett
- Electra
- Iowa Park
- Pleasant Valley
- Wichita Falls (huvudort)